# Сунчица Пасуљевић Кандић (уметница)
Сунчица Пасуљевић Кандић (1989, Зрењанин) је српска уметница, а тренутно доценткиња на Академији уметности Универзитета у Новом Саду - Катедра за ново медијску уметност, где је завршила основне и мастер студије. Живи и ради у Новом Саду. Њена пракса је заснована на нарушавању система и оквира. Водећи се идејама Легаси Русел о гличу, академској референтности и простором фуснота. Она је свесна да је избегавање оквира и концепата узалудан посао и даље покушава, јер се у просторима изласка и кретања по границама откривају нови пејзажи знања.

## О животу и раду

### Образовање
- 2020. докторант садашњи Академија уметности (УНС)
- 2014. магистрирала нове медијске уметности Академија уметности (УНС)
- 2012. дипломирала нове медијске уметности Академија уметности Универзитета у Новом Саду (УНС), Србија

### Стручни рад
- 2024 - са пуним радним временом Доцент на Академији уметности Универзитета у Новом Саду - Катедра за ново медијску уметност
- 2020-2024, са пуним радним временом Виши самостални предавач на предмету Интермедијска уметност и Интернет-природа-друштво, Академија уметности, Универзитет у Новом Саду - Катедра за ново медијску уметност
- 2016-2020, редовни предавач на Академији уметности Универзитета у Новом Саду - Катедра за ново медијску уметност
- 2018-данас, гостујући предавач на БиоАрт-у на Пољопривредном факултету у Новом Саду, одсек Хортикултура
- 2012-2017 Руководилац пројекта у Институту за флексибилну културу и технологије - Напон
- 2016-2018 Координатор програма у Интеркултиватору, феминистичкој организацији која истражује нове технологије

## Уметничка пракса (избор)

### 2023
- Слика 2023, групна изложба, Галерија савремене уметности Зрењанин, Србија
- 68. ликовна колонија Ечка, уметничка резиденција, Галерија савремене уметности Зрењанин, Србија
- Банатска клупа, јавна поставка, градска башта општине Зрењанин, Србија - Наручени рад
- Упознајте се сами са собом, герила специфична интервенција, Пула, Хрватска
- Еразмус+, мобилност наставе, Универзитет Комлутенсе, Мадрид, Шпанија
- Шта има ново?, групна изложба у Српском културном центру[4], Париз, Француска

### 2020
- Интелигенција ИО, групна изложба у КЦ Магацин, Београд
- Оба пута - виртуелна изложба, Трст
- Лутајте у будућност уз АИ: Београдска станица, РеФоцус 3.0, Ноћ истраживача

### 2017
- Еразмус+, мобилност особља, специјализација на Академији лепих уметности у Напуљу, Италија

## Објављени радови
- 2015, Уметност нових медија[5]
- (2015). О ново медијској уметности у: Биљана Мицков, Драган Илић (2015), Културна трансформација града; Завод за културу Војводине, Нови Сад[6]
- Кристиан Лукић, Сунчица Пасуљевић Кандић (ур. 2013). Аутономије, Завод за културу Војводине, Нови Сад[7][8]
- Е-публикација Савремена читања технике (уредник 2015), Едиција пројекта Отворена школа

## Остало
- Заступљена на платформи за жене уметнице из Централне и Источне Европе[2]
- Члан жирија програма уметност и наука – Центар за промоцију науке 2021
- Члан жирија за програм селекције Инклузивне галерије 2020
- Члан међународног женског уметничког колектива Translation Flowers with Inkeri Jäntti (FI) & Nancy Dewhurst (UK-US)

- Алумни члан Асоцијације Алумни Западног Балкана за високо образовање под управом Савета ЕУ